# Никола Апер
Никола Апер (фр. Nicolas Appert; Шалон ан Шампањ, 17. новембар 1749 — Маси, 1. јун 1841) је био француски проналазач технике очувања хране. Апер, познат као „отац конзервирања“, био је посластичар.

## Биографија
Био је посластичар и кувар у Паризу од 1784. до 1795. Године 1795, почео је да експериментише с начинима очувања намирница, почевши од супе, поврћа, сокова, млечних производа, желеа, џемова и сирупа. Храну је стављао у стаклене тегле, запечатио их плутом и воском и сместио их у кључалу воду.
После неких 14 или 15 година експериментисања, Апер је патентирао његов проналазак и освојио награду од 12.000 франака у јануару 1810. Исте године, Апер је објавио „Уметност очувања животињских и биљних супстанци“ (фр. L'Art de conserver les substances animales et végétales). То је био први кувар те врсте заснован на модерним методама очувања хране.